# Израилов, Рауп Магомедрасулович
Рауп Магомедрасулович Израилов (1979, Хасавюрт, Дагестанская АССР, РСФСР, СССР) — российский тайбоксер и кикбоксер, серебряный призёр Кубка Европы.

## Спортивная карьера
Тайским боксом занимается с 1999 года. Является воспитанником хасавюртовской школы «Лабиринт», занимался под руководством Арслангерея Эльдарханова. В мае 2000 года в Одессе стал обладателем Кубка Европы. В сентябре 2000 года принимал участие в  турне сборной федерации тайского бокса России по ЯпонииВ сентябре 2001 года в финале чемпионата России по кикбоксингу в Москве в разделе лоу-кик в финале уступил Абубакару Абакарову. В июне 2001 года в Москве провёл профессиональный бой под эгидой Федерации тайского бокса России, в котором несмотря на то что оказался на полу в первом раунде, в третьем техническим нокаутом выиграл у Вячеслава Тутубалина из Пермской области. В ноябре 2002 года принимал участие в гала турнире в Японии.

## Достижения
- Чемпионат России по тайскому боксу 1999 — ;
- Кубок Европы по тайскому боксу 2000 — ;
- Чемпионат России по кикбоксингу 2001 — ;

## Личная жизнь
В 1996 году окончил среднюю школу № 13 в Хасавюрте.